# 스코치 트라이얼
《스코치 트라이얼》(The Scorch Trials)은 제임스 대시너의 소설로, 《메이즈 러너 시리즈》의 두 번째 작품이다. 《메이즈 러너》의 속편이며, 《데스 큐어》로 이어진다. 원서는 2010년 9월에, 한국어판은 2012년 7월에 문학수첩에서 공보경의 번역으로 출간되었다.